# Brachypogon aethiopica
Brachypogon aethiopica är en tvåvingeart som först beskrevs av Clastrier, Rioux och Descous 1961.  Brachypogon aethiopica ingår i släktet Brachypogon och familjen svidknott. Inga underarter finns listade i Catalogue of Life.